# Świętochłowice
Świętochłowice là một thành phố nằm ở tỉnh Silesian, miền nam Ba Lan. Từ năm 1975 - 1998, thành phố thuộc quyền quản lý của tỉnh Katowice, kể từ năm 1999 đến nay, nó nằm trong địa phận của tỉnh Silesian. Tổng diện tích của thành phố là 13,31 km². Tính đến năm 2013, dân số của thành phố là 53.150 người với mật độ 4.000 người/km². Đây được coi là thành phố có mật độ dân số cao nhất ở Ba Lan.

## Lịch sử
Thành phố được thành lập từ thế kỷ 13 và được trao quyền Magdeburg giữa thế kỷ 13 và 14. Từ cuối thế kỷ 19 và đầu thế kỷ 20, thành phố này nhanh chóng trở thành một khu công nghiệp rất phát triển dựa trên nguồn tài nguyên khoáng sản phong phú (đặc biệt là than và kẽm). Świętochłowice từng là một phần của Đức cho đến năm 1922, sau cuộc trưng cầy ý dân, mặc dù có 51,9% phiếu đồng ý ở lại Đức, nhưng cuối cùng thành phố đã được giao cho Ba Lan.

## Vị trí địa lý

Świętochłowice trong Liên minh đô thị Silesian Thượng.

Świętochłowice nằm ở giữa khu vực đông dân cư của Silesian Thượng và là một phần của Liên minh đô thị Silesian Thượng - trung tâm đô thị lớn nhất ở Ba Lan nói riêng và khu vực châu Âu nói chung.

## Khí hậu và đất đai
Đất đầm lầy là loại đất chiếm ưu thế trong thành phố Świętochłowice.

## Thể thao
Môn thể thao được yêu thích nhất ở thành phố Świętochłowice là đua xe máy. Thành phố có sân vận động Skałka nằm ở Centrum và một số câu lạc bộ bóng đá như Śląsk Świętochłowice, Naprzód Lipiny và Czarni Świętochłowice.

## Chính trị
Người đứng đầu thành phố Świętochłowice là ông Daniel Beger. Ông được bầu vào chức chủ tịch thành phố năm 2018.

## Những nhân vật nổi tiếng xuất thân từ Świętochłowice
- Ewald Cebula (1917 - 2004) - cầu thủ bóng đá người Ba Lan
- Krzysztof Hanke (sinh năm 1957) - diễn viên nổi tiếng Ba Lan
- Teodor Peterek (1910 - 1969) - cầu thủ bóng đá người Ba Lan
- Paweł Waloszek (1938 - 2018) - vận động viên đua xe của Ba Lan